# Горан Брегович
Го́ран Бре́гович (сербохорв. Горан Бреговић, Goran Bregović; нар. 22 березня 1950; Сараєво, Боснія і Герцеговина, тоді Югославія) — музикант, композитор та автор музики до фільмів.

## Загальні факти
Написав музику для таких відомих артистів, як Іґґі Поп та Сезарія Евора. Став відомим, граючи на гітарі у рок-групі «Bijelo Dugme». Серед його найкращих досягнень — музика до фільмів Еміра Кустуріци (найвідоміші — «Час циган», «Аризонська мрія», «Підпілля»). Зараз широко відомий по всьому світу завдяки виступам із своїм Весільно-похоронним оркестром (англ. Wedding and Funeral Orchestra).
У жовтні 1999 брав участь у телешоу італійського співака Адріано Челентано «Francamente me ne infischio».
Під час фіналу Євробачення 2008 Брегович дав невеличкий концерт у Белградській арені. Він також написав пісню «Ovo Je Balkan» для сербського учасника Євробачення Мілана Станковича.
На сьогодні поділяє місце перебування між Парижем та Белградом, де він оселився під час Югославських воєн. В Парижі живе з дружиною Дженаною Суджукою (Dženana Sudžuka) і трьома доньками.

## Музичний стиль
Композиції Бреговича, розширюючи балканські музичні традиції, поєднали європейський класицизм з балканськими ритмами.
Музика Бреговича несе в собі боснійські, сербські та циганські теми і є поєднанням сучасної поп-музики з традиційною для Балкан поліфонічною музикою, танго та балканськими духовими оркестрами.

## Життєпис

### Ранні роки та початок кар'єри

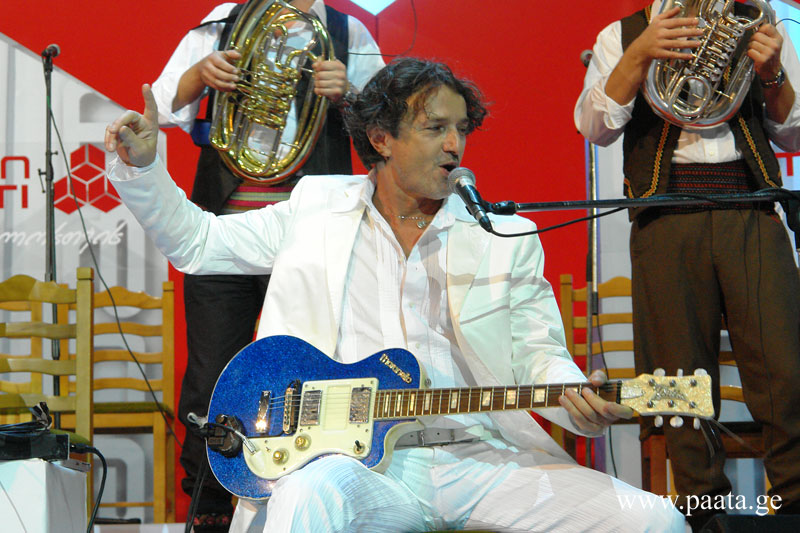
Горан Брегович. Концерт у Тбілісі, Грузія, 3 жовтня 2007

Народився у Сараєво, Боснія і Герцеговина (тоді Югославія), сам вважає себе югославом, аргументуючи це тим, що його батько хорват, мати сербка, а дружина — мусульманка. Його батько був офіцером Югославської Народної Армії (ЮНА). Після розлучення батьків залишився жити з матір'ю в Сараєво.
Навчався в музичній школі по класу скрипки, але на другому році навчання його виключили зі школи за безталанність. Після цього його музична освіта обмежилась тим, чого його навчили друзі, поки мати не купила йому першу гітару. Брегович вступив до школи мистецтв, але його тітка сказала його матері, що там повно гомосексуалів, це вплинуло на її рішення забрати звідти сина та натомість віддати до технічної (автомобільної) школи. Щоб втішити сина, вона дозволила йому відпустити довге волосся. У школі Горан приєднався до шкільного гурту «Izohipse», де він грав на бас-гітарі. Однак скоро його вигнали і з цієї школи також, цього разу за погану поведінку — він розбив шкільний «Мерседес». Після цього вступив до гімназії, а там до гімназійного гурту «Beštije», де він знову грає на бас-гітарі. Коли Горану було 16 років, мати залишила його, вважаючи, що відтепер хлопець має дбати про себе сам. І він робив це, граючи фольклорну музику в ресторанчику в місті Коніце, працюючи на будівництві та продаючи газети.
У 1969 році на одному з виступів 18-річного Бреговича помітив відомий югославський співак Желько Бебек і запросив грати на бас-гітарі в своїй групі «Kodeksi», на що Горан з радістю погодився. Пізніше сталися зміни в складі групи, і Брегович перейшов з бас-гітари до соло-гітари, остаточний склад групи влітку 1970 року став таким: Горан Брегович, Желько Бебек, Зоран Реджич та Міліч Вукашинович. Врешті-решт всі вони стали членами гурту «Bijelo Dugme». У той час вони були під великим впливом груп «Led Zeppelin» та «Black Sabbath». Восени 1970-го Желько Бебек (який був співаком та грав на ритм-гітарі) відділився від групи. Наприкінці року мати Горана та брат Зорана поїхали до Неаполя та повернули хлопців до Сараєва.
Пізніше, восени 1971, вступив до університету, вирішивши вивчати психологію та соціологію, але скоро покинув навчання. У той самий час Міліч Вукашинович поїхав до Лондона, а Горан та Зоран почали грати у гурті, який назвали «Jutro» («Ранок»). Протягом декількох наступних років гурт часто змінював свій склад і 1 січня 1974 року змінив назву на «Bijelo Dugme» («Білий ґудзик»).

### «Bijelo Dugme»
Грав на соло-гітарі та писав музику для більшості композицій рок-групи «Bijelo Dugme». Вони були найпопулярнішою групою в Югославії з часу їх заснування у 1974-му до їх закриття у 1989 році. З харизматичним фронтменом Желько Бебеком група поступово здобуває зіркового статусу в Югославії.
Кульмінацією кар'єри став диск «Bitanga i princeza» («Злидар та принцеса»), який визнавали найзрілішим альбомом групи. На межі десятиліть у музиці з'явилися нові напрямки — нова хвиля та ска, що позначилося на звучанні наступного альбому групи «Doživjeti stotu» («Дожити до ста років»).
Музика «Bijelo Dugme» становила собою поєднання різних стилів рок-музики — хард-рок, класичний рок, симфо-рок, нова хвиля — та елементів балканського фолька — суміш, яку журналісти назвали «pastirski rok» — «пастуший рок»
У 1989 році вокаліст групи Ален Ісламович потрапив до лікарні з важкою недугою. Група закінчила своє існування. Про справжні причини розпаду групи ніколи не повідомлялось, але багато хто вважає, що це сталося через розпад Югославії, тому що група була своєрідним символом єдності людей Югославії.
У 2005 році група ще раз об'єдналась заради трьох концертів в Сараєві, Загребі та Белграді — разом зі всіма трьома провідними вокалістами, але без ударника Горана Івандича, якого не стало у 1994 році. Повідомлялося про підготовку нового альбому групи, що мав вийти у 2007 році, але Горан Брегович відмовився брати участь у відродженні групи, тож вокалісти Ален Ісламович та Тіфа повернулись до роботи над сольними альбомами.

### Після «Bijelo Dugme»
На той час, коли «Bijelo Dugme» почала розпадатись, Горан Брегович вже долучився до світу музики кіно. Його першим проектом був фільм Еміра Кустуріци ( «Time of the Gypsies» («Час циган», 1989), який виявився дуже успішним (і сам фільм, і музика до нього). Співпраця Бреговича та Кустуріци тривала, і Горан написав музику (яку виконав Іґґі Поп) для наступного фільму Еміра «Arizona Dream» («Аризонська мрія», 1993). Під час війни у Боснії та Герцеговині Брегович жив у Парижі, а також у Белграді. Його наступний великий проект, музика до фільму Патріса Шеро «Queen Margot» («Королева Марго»), теж був дуже успішним — фільм здобув дві нагороди на Каннському кінофестивалі 1994 року. Наступного року Золоту пальмову гілку отримав фільм «Underground» («Підпілля»), до якого Брегович також написав музику.
У 1997 році він працював з турецькою співачкою Сезен Аксу над її альбомом «Düğün ve Cenaze» («Весілля та похорон»). Після цього альбому він писав музику для альбомів інших виконавців, які базувалися на його музиці та ліриці співаків.
У 1999 році Брегович зробив разом з Йоргосом Даларасом альбом «Thesssaloniki — Yannena with Two Canvas Shoes». В тому ж році він записав альбом «Kaya i Bregovic» з популярною польською співачкою Kayah, який був розпроданий у Польщі тиражем більше 650,000 дисків і отримав шість платинових дисків. У 2001 році він записав альбом з іншим польським співаком Кшиштофом Кравчиком під назвою «Daj mi drugie życie» («Дай мені друге життя»). У 2005 році Брегович взяв участь у трьох прощальних концертах «Bijelo Dugme».

### Wedding and Funeral Orchestra

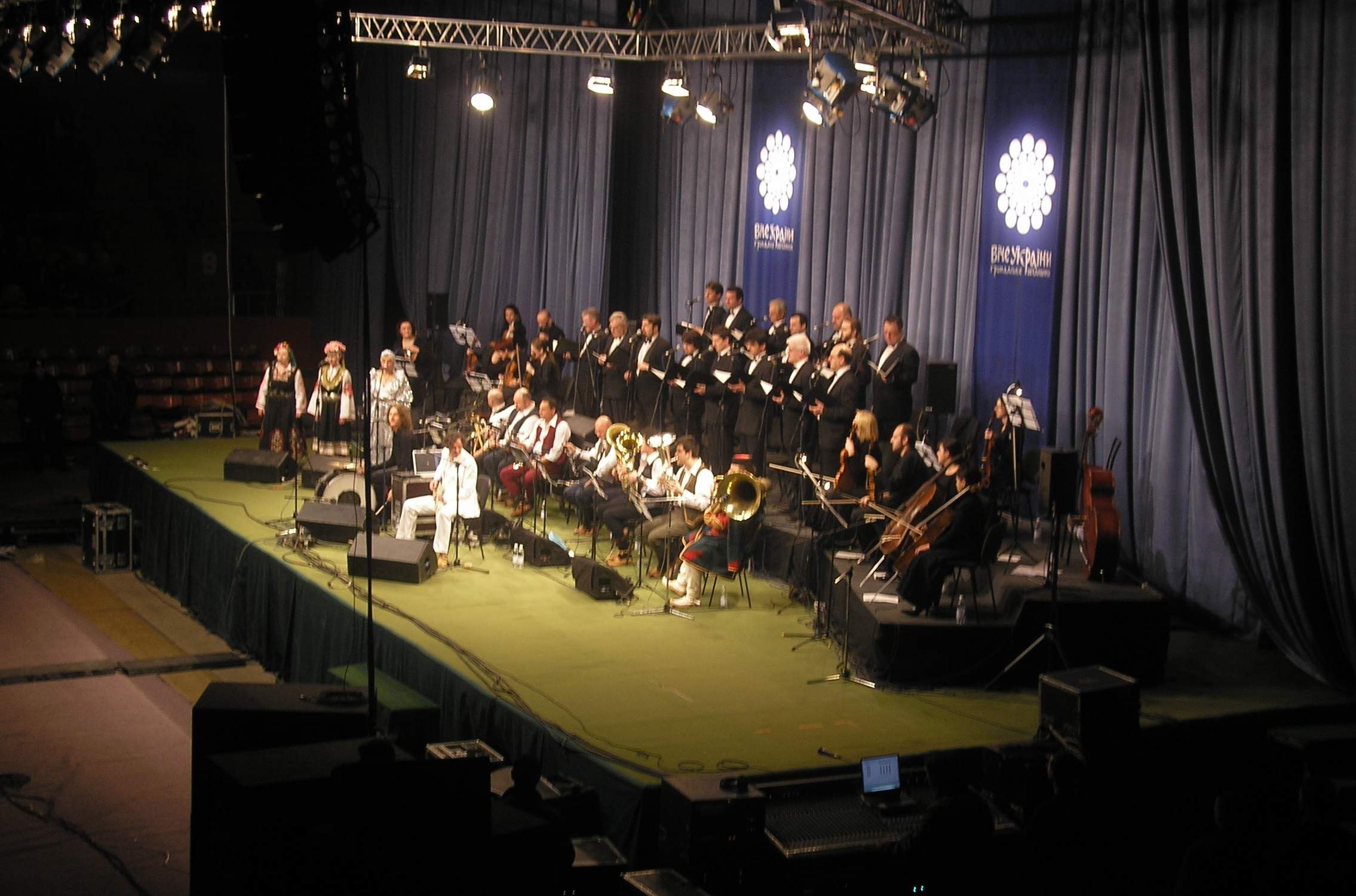
Концерт Весільно-похоронного оркестру Горана Бреговича у Донецьку. 15 березня 2006

Починаючи з 1998 року Брегович виступає з концертами по всьому світі разом із великим колективом музикантів, який має назву Wedding and Funeral Orchestra (англ. Весільно-похоронний оркестр). У його складі: духовий оркестр, струнний ансамбль, одягнений у смокінги чоловічий хор з Белграду та традиційні болгарські та циганські співаки. Він складається із 10 чоловік (в скороченому варіанті) або з 37 чоловік (повний склад), хоча подекуди ця кількість може мінятися в залежності від кількості учасників з країни, де відбувається концерт.
У складі малого оркестру: Мухарем Редзепі (вокал, ударні), Бокан Станкович (перша труба), Далибор Лукич (друга труба), Стоян Дімов (саксофон, кларнет), Александр Райкович (перший тромбон, металофон), Мілош Михайлович (другий тромбон) та сам Горан Брегович. Унікальність оркестру надають голоси болгарських виконавиць Даніели Радкової-Александрової та Людмили Радкової-Трайкової. Великий оркестр зазвичай має співаків з Белградського православного чоловічого хору, струнних виконавців з Польщі або з країни, де вони виступають, а також інших місцевих виконавців.

## Приватне життя
У 1993 році Горан Брегович одружився із Дженаною Суджукою, з якою до того мав довгі стосунки. Весільну церемонію, що відбулася у Парижі, вели відомий режисер Емір Кустуріца (як дружба з боку нареченого) та багаторічна беквокалістка з «Bijelo Dugme» Аміла Сулейманович (як дружка нареченої).
Пара має трьох дочок, яких звуть Ема (народилась у березні 1995), Уна (лютий 2002) та Лулу (травень 2004). Брегович володіє нерухомістю у багатьох місцях світу, але найбільше часу перебуває у Белграді, де мешкає більшість його музичних колег, або у Парижі, де живе його дружина з дітьми. 7 січня 2011 року він повідомив, що повернеться з родиною жити до Сараєва.
Він також має дочку Жельку (народжену від попереднього неофіційного зв'язку), яка народила Горанові онучку Б'янку. У нього є брат Предраг, який живе у Нью-Йорку, та сестра Даяна, що мешкає в місті Спліт.
12 червня 2008 року Брегович пошкодив хребет, впавши з дерева з висоти чотирьох метрів в саду свого будинку біля Белграда. Однак, за словами лікарів, його стан залишався стабільним без неврологічних ускладнень. Після операції він швидко одужав і 8 та 9 липня провів два великих концерти у Нью-Йорку, де протягом двох вечорів по 2 години він демонстрував, що цей нещасливий випадок не вплинув на його артистичні вміння.
Брегович намагається уникати втручання в політику. «Югославія є перехрестям стількох світів: православний, католицький, мусульманський», — каже Брегович, — «З музикою я не повинен представляти нікого, окрім себе самого, тому що я розмовляю на першій мові людства, на мові, яку всі розуміють — мові музики».

## Громадсько-політична позиція
Горан Брегович відомий проросійськими поглядами та висловлюваннями. Таке він заявляв щодо міжнародних санкцій проти Росії:
| «Та мені все одно! У будь-якому разі ми на Балканах завжди відчуваємо велич, яка йде зі Сходу: від Росії. Мені здається, Захід завжди страждав незначною параноєю із цього приводу. Сподіваюсь, вона мине, і вони винайдуть якісь ліки від цього.» |
26 березня 2015 року Горан Брегович дав концерт у анексованому Росією Севастополі. Через цей виступ українськими організаторами були скасовані його заплановані концерти у Києві, Запоріжжі, Дніпропетровську і Харкові. Згодом був скасований і запланований виступ Бреговича у Польщі під час «Фестивалю життя» в Освенцимі (пол. Life Festival Oświęcim). Як повідомили організатори, висловлювання та поведінка Горана Бреговича суперечать антивоєнній ідеї фестивалю.

## Дискографія
- 1974 — Kad bi bio bijelo dugme
- 1974 — Ima neka tajna veza (singl)
- 1975 — Sta bi dao da si na mom mjestu
- 1976 — Eto! Bas hocu!
- 1976 — Milovan / Goodbye Amerika (singlovi)
- 1977 — Koncert kod Hajducke Cesme (uzivo)
- 1979 — Bitanga i princeza
- 1981 — Dozivjeti stotu
- 1982 — Singl ploce 1974 — 1975 (kompilacija)
- 1982 — Singl ploce 1976 — 1980 (kompilacija)
- 1983 — Uspavanka za Radmilu M.
- 1983 — A milicija trenira strogoću (Југотон)
- 1984 — Kosovka djevojka
- 1986 — Pljuni i zapjevaj moja Jugoslavijo
- 1988 — Ciribiribela
- 1994 — Ima neka tajna veza (kompilacija)
- 1994 — Sanjao sam nocas da te nemam — Velike rock balade (kompilacija)
- 1994 — Rock &Roll — Najveci hitovi (kompilacija)
- 1995 — Iz sve snage
- 1997 — Silence Of The Balkans
- 1997 — Thessaloniki — Yannena With Two Canvas Shoes
- 1998 — Ederlezi (kompilacija)
- 1999 — Kayah & Bregovic
- 2001 — Daj Mi Drugie Zycie (Bregovic & Krawczyk)
- 2002 — Tales & Songs From Weddings & Funerals
- 2007 — Karmen (With A Happy End)
- 2008 — Alkohol (Sljivovica & Champagne)

## Музика до фільмів
- 1988 — Час циган (Dom za vesanje) — режисер Емір Кустуріца (Emir Kusturica)
- 1989 — Кудуз (Kuduz) — режисер Адемир Кенович (Ademir Kenović)
- 1990 — Тихий порох (Gluvi barut) — режисер Бахрудін Ченгич (Bahrudin Čengić)
- 1991 — Сербська дівчина (Das Serbische Mädchen) — режисер Петер Зер (Peter Sehr)
- 1991 — Маленька (Mala) — режисер Предраг Антонієвич (Predrag Antonijević)
- 1991 — Чаруга (Čaruga) — режисер Райко Грлич (Rajko Grlić)
- 1993 — Аризонська мрія (Arizona Dream) — режисер Емір Кустуріца
- 1993 — Отруйна справа (Toxic Affair) — режисер Філомене Еспозіто (Philoméne Esposito)
- 1993 — Священна ніч (La Nuit sacrée) — режисер Ніколас Клотц (Nicolas Klotz)
- 1993 — Пуп землі (La Nombril du monde) — режисер Аріель Зейтун (Ariel Zeitoun)
- 1994 — Королева Марго (La Reine Margot) — режисер Патріс Шеро (Patrice Chéreau)
- 1995 — Андеґраунд (Underground) — режисер Емір Кустуріца
- 1997 — Тисяча і один рецепт закоханого кулінара — режисер Нана Джорджадзе
- 1997 — Поцілунок змії — режисер Філліпп Руссело (Philippe Rousselot)
- 1997 — XXL — режисер Аріель Зейтун (Ariel Zeitoun)
- 1998 — Потяг життя (Le train de vie) — режисер Раду Міхейляну
- 1999 — Загублений син (The Lost Son) — режисер Крис Менгес (Chris Menges)
- 1999 — Тувалу (Tuvalu) — режисер Вайт Хельмер (Veit Helmer)
- 2000 — Літо, або 27 загублених поцілунків — режисер Нана Джорджадзе
- 2000 — Все ясно, друг? (Je li jasno prijatelju?) — режисер Деян Ачимович (Dejan Ačimović)
- 2002 — Музика для весіль и поховань (Music for Weddings and Funerals) — режисер Унні Штрауме (Unni Straume)
- 2005 — Турецький гамбіт — режисер Джанік Файзієв
- 2006 — Борат: культурні дослідження Америки на користь славної держави Казахстан — режисер Ларрі Чарльз (Larry Charles)
- 2008 — Мустафа — режисер Джан Дюндар (Dżan Dündar).